# Четвериков Віталій Павлович
Віталій Павлович Четвериков (1933, Алма-Ата, Казакська АРСР — 1983) — радянський білоруський актор, режисер, сценарист. Народний артист Білоруської РСР (1979).

## Життєпис
Навчався у Всесоюзному державному інституті кінематографії, який закінчив 1963 року.
Від 1962 року — режисер кіностудії «Білорусьфільм». Постановник ігрових і документальних фільмів. Знявся в декількох епізодичних ролях.

## Фільмографія
Поставив стрічки на студії «Білорусьфільм»:
- «Не плач, Оленко» (1963, к/м)
- «Саша-Сашенька» (1966)
- «Руїни стріляють…» (1970—1972, т/ф, 6 с, Державна премія Білорусі, 1974),
- «Полум'я» (1974, Срібна медаль ім. О.Довженка) та ін.
- «Час-не-чекає» (1975, 2 с, т/ф за романом Джека Лондона «Burning Daylight»)
- «Чорна береза» (1977)
- «Повінь» («Полісся») (1980, Приз за найкращий фільм про людей села на ВКФ—81 у Вільнюсі[1])
- «Затишшя» (1981, за мотивами однойменної повісті («Затишье» (рос.)) І. С. Тургенєва)
- «Сад» (1983) та ін.